# Ореховка (Хмельницкая область)
Ореховка (укр. Оріхівка) — село в Староконстантиновском районе Хмельницкой области Украины.
Население по переписи 2001 года составляло 252 человек. Почтовый индекс — 31122. Телефонный код — 3854. Занимает площадь 0,87 км². Код КОАТУУ — 6824281303.

## Местный совет
31122, Хмельницкая обл., Староконстантиновский р-н, с. Великий Чернятин